# Alfred Gehring
Alfred Gehring (* 21. Juli 1892 in Hameln; † 18. April 1972 in Wiesbaden) war ein deutscher Agrikulturchemiker und langjähriger Leiter der Landwirtschaftlichen Versuchsstation Braunschweig. Seine praxisorientierten Feldversuche erbrachten neue Erkenntnisse für die Düngerlehre.

## Leben
Alfred Gehring besuchte die Oberrealschule in Hannover und studierte seit 1910 Chemie an den Universitäten Jena, Kiel und Göttingen. Während seines Studiums wurde er 1910 Mitglied der Turnerschaft Salia Jena. 1914 promovierte er an der Universität Göttingen mit der Dissertation „Beiträge zur Kenntnis der Physiologie und Verbreitung denitrifizierender Thiosulfat-Bakterien“. 1922 habilitierte er sich an der Technischen Hochschule Braunschweig mit der Schrift „Beitrag zur Klärung der Düngerwirkung organischer Substanzen“ für das Fachgebiet Agrikulturchemie. Von 1921 bis 1935 war er Leiter der Landwirtschaftlichen Versuchsstation Braunschweig. Während dieser Zeit hielt er an der Technischen Hochschule Braunschweig Vorlesungen über Bakteriologie, Bodenkunde, Düngemittellehre und Chemie der Ackerböden. 1929 wurde ihm der Titel eines außerordentlichen Professors verliehen, 1931 erfolgte seine Ernennung zum Oberlandwirtschaftsrat. Seit 1936 arbeitete er als stellvertretender Direktor bzw. Abteilungsleiter im chemischen Laboratorium des Instituts Fresenius in Wiesbaden.

## Forschungstätigkeit
Die von Gehring an der Landwirtschaftlichen Versuchsstation Braunschweig durchgeführten Forschungsarbeiten erbrachten neue Erkenntnisse für die Theorie und Praxis der Düngerlehre. In mehrjährigen Feldversuchen hat er besonders intensiv die unterschiedliche Wirksamkeit von Kali- und Kalkdünger bei veränderten pedologischen und klimatischen Standortfaktoren geprüft. Die meisten seiner Beiträge publizierte er in der „Zeitschrift für Pflanzenernährung, Düngung und Bodenkunde“ und in agrarwissenschaftlichen Handbüchern. Die aus seinen Versuchsergebnissen abgeleiteten Düngungsempfehlungen für die landwirtschaftliche Praxis hat er in mehreren eigenständigen Schriften veröffentlicht, die teilweise in der Reihe „Arbeiten der Landwirtschaftskammer Braunschweig“ erschienen sind. Während seiner Tätigkeit am Institut Fresenius war er Mitautor des Lehrbuches „Einführung in die qualitative chemische Analyse“ (1942, 4. Auflage 1949).

## Publikationen (Auswahl)
- Neuere Anschauungen über die Kalkbedürftigkeit des Bodens nach Versuchen der Landwirtschaftlichen Versuchsstation Braunschweig. Kalkverlag Berlin 1926.
- Felddüngungsversuche. Die Wirkung künstlicher Düngemittel auf braunschweigischen Böden in ihrer Abhängigkeit von Boden, Klima und Betriebsführung. Verlag F. Vieweg & Sohn, Braunschweig 1927 = Arbeiten der Landwirtschaftskammer Braunschweig Heft 2.
- Die Praxis der Kalkdüngung. Leipzig 1928 = Arbeiten des Verbandes der Versuchsringe im Freistaat Sachsen e. V. Heft 1.
- Die Anwendung und Wirkung der Kalisalze auf Grund neuerer Versuche. Verlagsgesellschaft für Ackerbau Berlin 1930 = Arbeiten der Landwirtschaftskammer Braunschweig Heft 4.
- Einführung in die qualitative chemische Analyse. (gemeinsam mit R. Fresenius, unter Mitarbeit von O. Fuchs und Marianne Vulpius). Verlag F. Vieweg & Sohn, Braunschweig 1942. 2. Auflage 1943; 3. Auflage 1948; 4. Auflage 1949.